# بروک وایت
بروک وایت (انگلیسی: Brooke White؛ زادهٔ ۲ ژوئن ۱۹۸۳) یک موسیقی‌دان اهل ایالات متحده آمریکا است.
 وی از سال ۲۰۰۵ میلادی تاکنون مشغول فعالیت بوده‌است.